# Vinzenz Schöttl

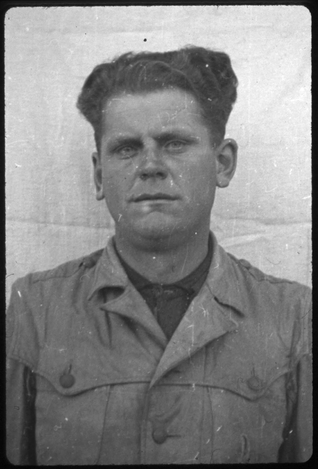
Vinzenz Schöttl in amerikanischer Internierung. Aufnahme von 1945.

Vinzenz Schöttl (* 30. Juni 1905 in Appersdorf; † 28. Mai 1946 in Landsberg am Lech) war ein deutscher SS-Führer und in leitender Funktion in Konzentrationslagern eingesetzt.

## Leben
Vinzenz Schöttl, von Beruf Bürodiener, trat im November 1928 und erneut Anfang Februar 1931 der NSDAP (Mitgliedsnummer 104.083) bei. Anfang Januar 1931 wurde Schöttl Mitglied der SS  (Mitgliedsnr. 5.630). In der SS erreichte Schöttl 1942 den Rang eines SS-Obersturmführers der Reserve der Waffen-SS. Ab 1933 war er Angehöriger der Wachmannschaft des KZ Dachau. Im Sommer 1937 wurde er zum Heimleiter des Lindenhofs der Herzogsägmühle, einer Anstalt für Nichtseßhafte. Ab 1940 war er kurzzeitig im Ghetto Lublin tätig und wurde danach in das KZ Neuengamme und bald darauf in das KZ Majdanek versetzt. Von Juli 1942 bis zur Evakuierung des KZ Auschwitz im Januar 1945 war Schöttl Schutzhaftlagerführer im KZ Auschwitz III Monowitz. Ab dem 3. Februar 1945 wurde Schöttl als stellvertretender Lagerkommandant unter Otto Förschner zum KZ-Außenlagerkomplex Kaufering des KZ Dachau versetzt. Schöttl, der im KZ-Außenlager Kaufering III – Kaufering auch für die Arbeitseinteilung zuständig war, verblieb in dieser Funktion bis zur Räumung der Lager Ende April 1945.
Am 15. November 1945 wurde Schöttl im Dachau-Hauptprozess, der im Rahmen der Dachauer Prozesse stattfand, als Kriegsverbrecher von einem US-amerikanischen Militärgericht angeklagt und am 13. Dezember 1945 mit 35 weiteren Mitangeklagten zum Tod durch den Strang verurteilt. Beim Urteil wurden als individuelle Exzesstaten bei Schöttl die Misshandlung von Häftlingen sowie die Erschießung eines Häftlings berücksichtigt. Das Urteil wurde am 28. Mai 1946 im Kriegsverbrechergefängnis Landsberg vollstreckt.